# تپه هابلس
تپه هابلس مربوط به عصر کالکولتیک (مس‌سنگی) - عصر برنز III و هزاره اول (پیش از میلاد) است و در شهرستان پیرانشهر، بخش لاجان، دهستان لاهیجان شرقی، روستای هابلس واقع شده است. این اثر در تاریخ ۳۰ دی ۱۳۸۵ با شمارهٔ ثبت ۱۶۸۷۷ به عنوان یکی از آثار ملی ایران به ثبت رسیده است.